# Rod Steiger

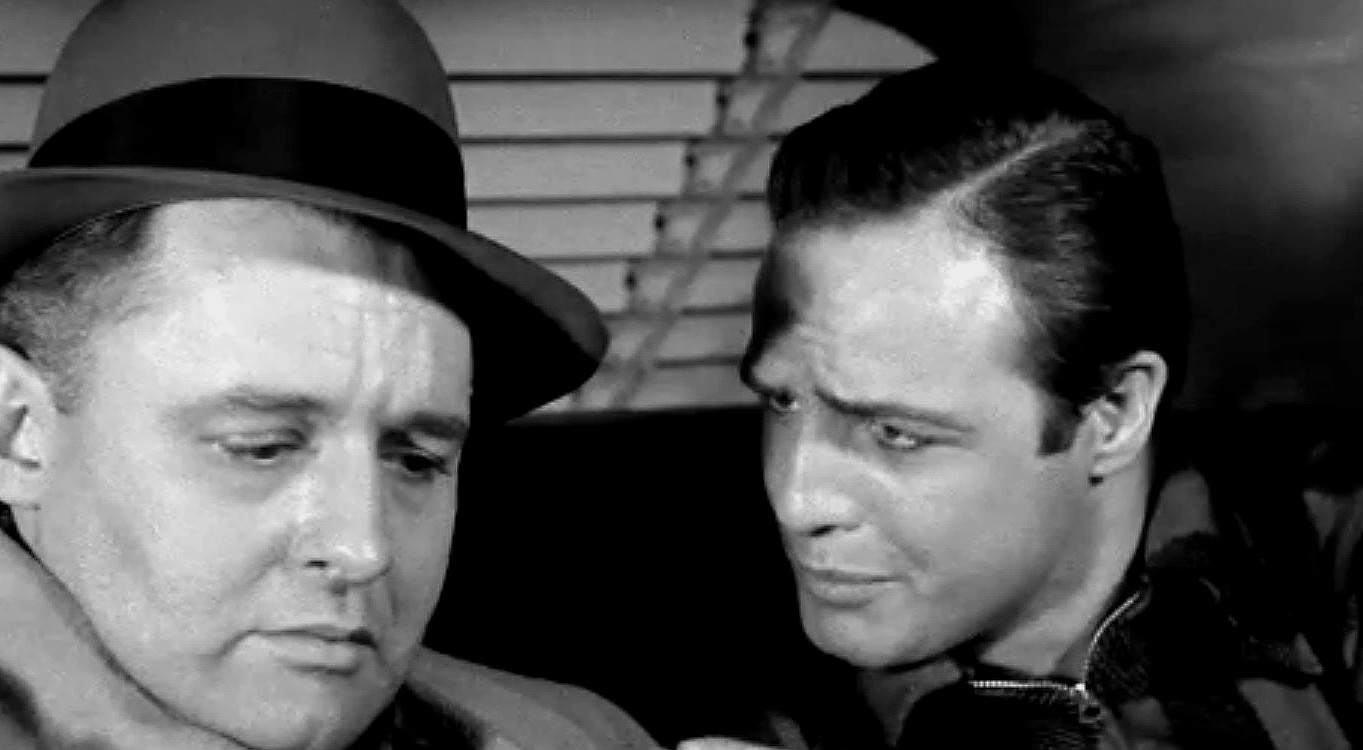
Rod Steiger och Marlon Brando i Storstadshamn (1954).

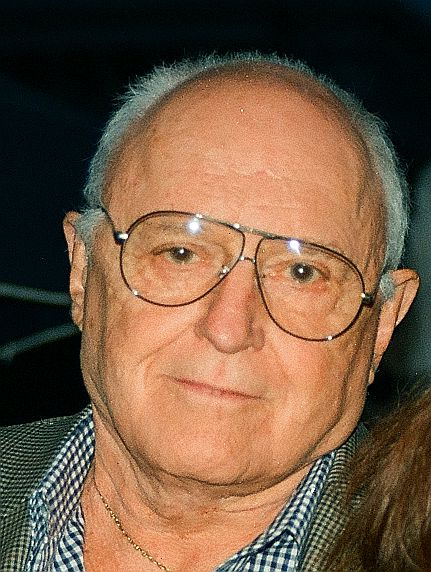
Rod Steiger, 1995.

Rodney Stephen "Rod" Steiger, född 14 april 1925 i Westhampton på Long Island i New York, död 9 juli 2002 i Los Angeles i Kalifornien, var en amerikansk skådespelare.

## Biografi
Rod Steiger hoppade av skolan som 16-åring för att ta värvning vid flottan och tjänstgjorde under andra världskriget ombord på en jagare i stilla havet. Efter kriget började han spela teater i ett amatörteatersällskap.
Steiger fick sitt genombrott som Marlon Brandos äldre bror i Storstadshamn (1954), för vilken han nominerades för en Oscar för bästa manliga biroll. Han spelade ofta hänsynslösa karaktärer. För sin roll som den trångsynte sydstatspolischefen i filmen I nattens hetta (1967) erhöll han en Oscar för bästa manliga huvudroll vid Oscarsgalan 1968. Han gjorde även en minnesvärd insats i rollen som Pontius Pilatus i TV-miniserien Jesus från Nasaret (1977). Rod Steiger var med i den omtalade och flerfaldigt Oscar-nominerade filmen. I nattens hetta – Wikipedia tillsammans med Sidney Poitier – Wikipedia. 
Åren 1959–1969 var Steiger gift med den brittiska skådespelerskan Claire Bloom. Han avled 2002 i lunginflammation och njursvikt, 77 år gammal.

## Filmografi i urval
- 1954 – Storstadshamn
- 1955 – Silkessnöret
- 1955 – Oklahoma!
- 1955 – En mans myteri
- 1956 – Främlingen från vidderna
- 1956 – Storstadsdjungel
- 1956 – Stormdrivet flygplan
- 1957 – Sista skottet
- 1959 – Al Capone
- 1962 – Den längsta dagen
- 1964 – Pantlånaren
- 1965 – In i det sista
- 1965 – Doktor Zjivago
- 1966 – En handelsresandes död
- 1967 – I nattens hetta
- 1968 – Ensam dam får besök
- 1969 – Den illustrerade mannen
- 1970 – Waterloo
- 1971 – Ducka, skitstövel!
- 1975 – Oskuld med smutsiga händer
- 1977 – Jesus från Nasaret (TV-miniserie)
- 1978 – F.I.S.T.
- 1979 – Huset som gud glömde
- 1980 – Lion of the Desert
- 1988 – American Gothic
- 1989 – Januarimannen
- 1992 – Spelaren
- 1994 – Specialisten
- 1996 – Carpool
- 1996 – Shiloh
- 1996 – Mars Attacks!
- 1997 – Högt pris
- 1997 – Farlig identitet
- 1998 – Simpsons (TV-serie) (avsnittet "Simpson Tide")
- 1999 – Crazy in Alabama
- 1999 – The Hurricane
- 1999 – End of Days
- 2002 – Poolhall Junkies